# Blauwbaardbijeneter
De blauwbaardbijeneter (Nyctyornis athertoni) is een bijeneter die voorkomt in Zuid-Azië. Deze vogel is genoemd naar de Britse luitenant John Atherton (1797-1827) die het holotype had verzameld.

## Kenmerken
De blauwbaardbijeneter is een vrij grote bijeneter, gemiddeld 36 cm lang. De vogel is overwegend groen gekleurd, met een blauw gekleurde "baard" (keel en bovenstuk van de borst). De buik is licht okerkleurig met groene strepen. De onderkant van de staart is geelachtig met donkere randen.

## Verspreiding en leefgebied
De blauwbaardbijeneter komt voor in West- en Noord-India, Myanmar en Indochina en op het eiland Hainan. Het is een vogel van beboste gebieden, die plaatselijk nog algemeen voorkomt.
De soort telt twee ondersoorten:
- N. a. athertoni: van India tot Indochina en noordelijk Malakka.
- N. a. brevicaudatus: Hainan (nabij zuidoostelijk China).

## Status
De blauwbaardbijeneter heeft een groot verspreidingsgebied en daardoor alleen al is de kans op de status kwetsbaar (voor uitsterven) gering. De grootte van de populatie is niet gekwantificeerd maar is stabiel. Om deze redenen staat deze bijeneter als niet bedreigd op de Rode Lijst van de IUCN.

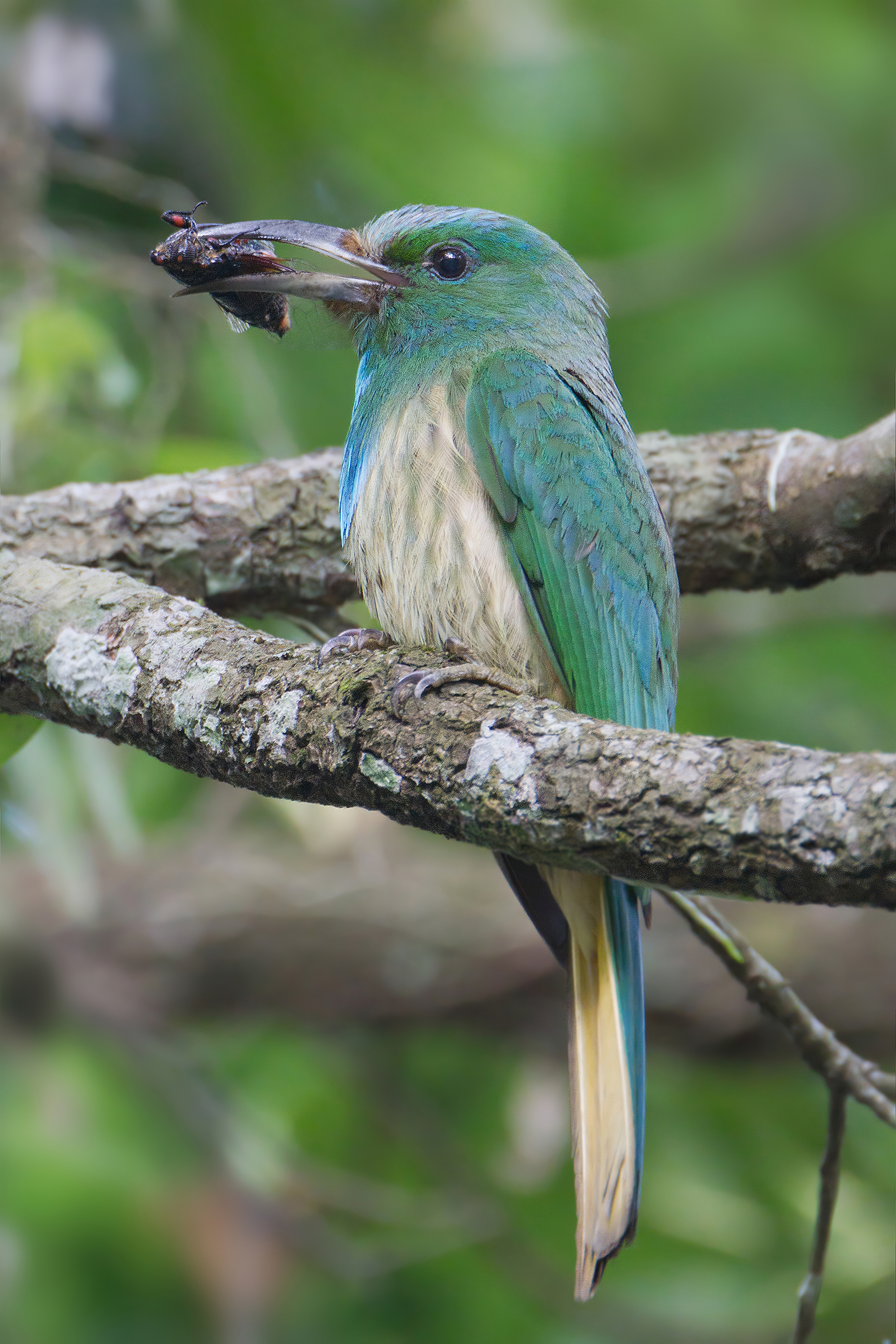
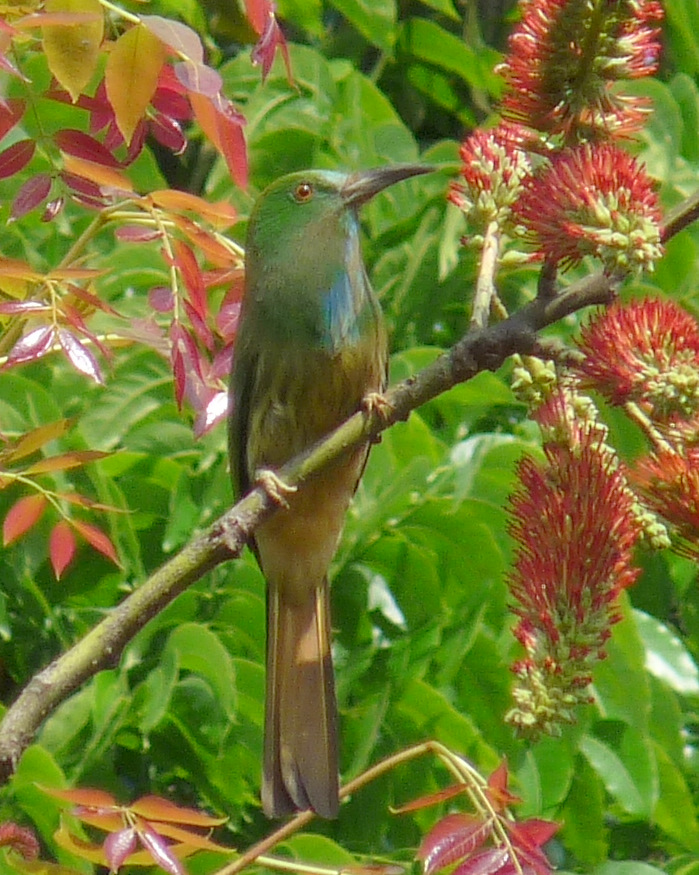
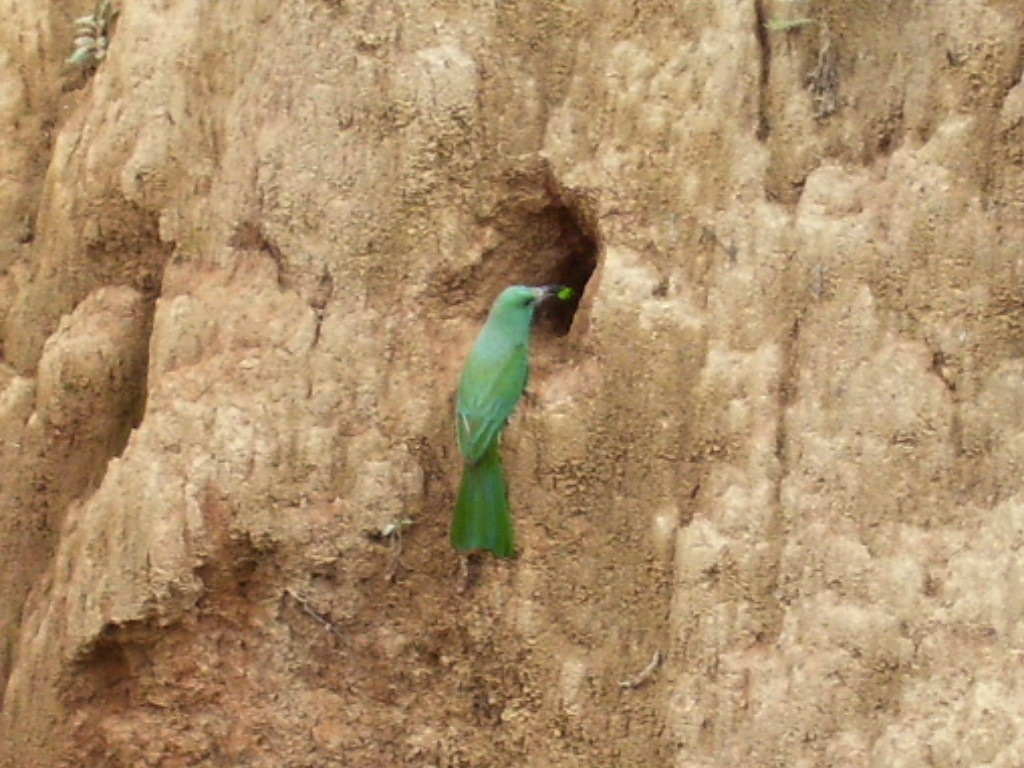
bij nest
- Video uit Thailand